# Grotenburg-Stadion
Het Grotenburg-Stadion is een voetbalstadion met plaats voor net geen 10.000 toeschouwers in de Duitse stad Krefeld, grenzend aan de dierentuin van Krefeld. Het is al sinds de opening de thuisbasis van voetbalclub KFC Uerdingen 05 en sinds eind 2022 ook van Americanfootballclub de Krefeld Ravens.
Het stadion opende in 1927 met plek voor 18.000 toeschouwers. Tussen 1986 -na de uitbreiding van de oostribune- en 2013 was het stadion op zijn grootst met een capaciteit van 34.500 toeschouwers, waarvan 20.072 niet overdekte staanplaatsen waren. In de jaren tachtig waren er plannen om ook de westtribune te vergroten, maar door de tegenvallende resultaten en bezoekersaantallen van KFC Uerdingen sinds 1987, werd daar van afgezien.
Sinds 2013 zijn de oosttribune en twee vakken met staanplaatsen gesloten vanwege de veiligheid. En na de promotie van KFC Uerdingen in het seizoen 2017-2018 moest het hele stadion gesloten blijven, aangezien het niet aan de eisen van de 3. Liga voldeed. Uiteindelijk startte de renovatie van zo'n €17 miljoen na drie jaar (maart 2021), met behulp van veel vrijwilligers en konden er vanaf april 2022 weer wedstrijden gespeeld worden, met een beperkte capaciteit. 
Tussen 2018 en 2022 speelde KFC Uerdingen zijn thuiswedstrijden in verschillende andere steden. Krefeld Ravens had geen last van de lange sluiting (de renovatie liep meerdere malen vertraging op wegens geldproblemen en de coronacrisis), aangezien zij sinds hun oprichting in 2017 een ander sportveld gebruikten. Midden 2024 werd de renovatie helemaal afgerond.
Allianz Arena (FC Bayern München) ·
BayArena (Bayer Leverkusen) ·
Borussia-Park (Borussia Mönchengladbach) ·
Deutsche Bank Park (Eintracht Frankfurt) ·
Europa-Park Stadion (SC Freiburg) ·
Holstein-Stadion (Holstein Kiel) ·
Mewa Arena (1. FSV Mainz 05) ·
MHPArena (VfB Stuttgart) ·
Millerntor-Stadion (FC St. Pauli) ·
Red Bull Arena (Leipzig) (RB Leipzig) ·
Rhein-Neckar-Arena (TSG 1899 Hoffenheim) ·
Signal Iduna Park (Borussia Dortmund) ·
Alte Försterei (1. FC Union Berlin) ·
Volkswagen-Arena (VfL Wolfsburg) ·
Voith-Arena (1. FC Heidenheim 1846) ·
Vonovia Ruhrstadion (VfL Bochum) ·
Weserstadion (Werder Bremen) ·
WWK ARENA (FC Augsburg)
Donaustadion (SSV Ulm 1846) ·
Eintracht-Stadion (Eintracht Braunschweig) ·
Fritz-Walter-Stadion (1. FC Kaiserslautern) ·
Heinz-von-Heiden-Arena (Hannover 96) ·
Home Deluxe Arena (SC Paderborn 07) ·
Jahnstadion Regensburg (Jahn Regensburg) ·
Max-Morlock-Stadion (1. FC Nürnberg) ·
MDCC-Arena (1. FC Magdeburg) ·
Merkur Spiel-Arena (Fortuna Düsseldorf) ·
Olympiastadion (Hertha BSC) ·
Preußenstadion (SC Preußen Münster) ·
RheinEnergieStadion (1. FC Köln) ·
Sportpark Ronhof (SpVgg Greuther Fürth) ·
Stadion am Böllenfalltor (SV Darmstadt 98) ·
Ursapharm-Arena an der Kaiserlinde (SV Elversberg) ·
Veltins-Arena (Schalke 04) ·
Volksparkstadion (HSV) ·
Wildparkstadion (Karlsruher SC)
Audi-Sportpark (FC Ingolstadt 04) ·
Brita-Arena (SV Wehen Wiesbaden) ·
Carl-Benz-Stadion (SV Waldhof Mannheim) ·
DDV-Stadion (Dynamo Dresden) ·
Erzgebirgsstadion (FC Erzgebirge Aue) ·
Hardtwaldstadion (SV Sandhausen) ·
LEAG Energie Stadion (Energie Cottbus) ·
Ludwigsparkstadion (1. FC Saarbrücken) ·
Ostseestadion (Hansa Rostock) ·
SchücoArena (DSC Arminia Bielefeld) ·
Sportclub Arena (SC Verl) ·
Sportpark Höhenberg (FC Viktoria Köln 1904) ·
Sportpark Unterhaching (SpVgg Unterhaching) ·
Stadion an der Bremer Brücke (VfL Osnabrück) ·
Stadion an der Hafenstraße (Rot-Weiss Essen) ·
Stadion Rote Erde (Borussia Dortmund II) ·
Städtisches Stadion an der Grünwalder Straße (TSV 1860 München) ·
Tivoli (Alemannia Aachen) ·
WIRmachenDRUCK Arena (VfB Stuttgart II)